# Феникс из Тенедоса
Феникс (др.-греч. Φοῖνιξ) — древнегреческий военачальник, участник войн диадохов.
Сведения о жизни Феникса скудны и носят отрывочный характер. В античных источниках он впервые упомянут в качестве одного из военачальников Эвмена во время битвы у Геллеспонта 321/320 года до н. э. После гибели Эвмена в 316 году до н. э. Феникс перешёл на сторону Антигона и получил от него в управление Геллеспонтскую Фригию. В 310 году до н. э. он примкнул к неудачному восстанию против Антигона, однако после его подавления был прощён. В 302 году до н. э. был комендантом Сард и сдал город без боя войскам Лисимаха.
В историографии существует несколько версий относительно идентичности Феникса-военачальника Эвмена, наместника Антигона и коменданта Сард.

## Биография
О жизни Феникса известно немногое. Он родился на небольшом острове на севере Эгейского моря Тенедос. Впервые Феникс упомянут в связи с событиями битвы у Геллеспонта 321/320 года до н. э. В этом сражении он командовал наёмной конницей на стороне Эвмена. Эвмену противостояло войско во главе с одним из наиболее знаменитых и популярных военачальников Александра Македонского Кратером. Эвмен опасался, что македоняне не поднимут оружия против Кратера под командованием которого они совершили множество походов. Поэтому он расположил на левом фланге своего войска конницу наёмников во главе с Фениксом и Фарнабазом. В битве у Геллеспонта Эвмен одержал блестящую победу, а Кратер был смертельно ранен.
В 320/319 году до н. э. Эвмена покинул один из его военачальников Пердикка. Он польстился на обещания Антигона о щедром вознаграждении тем воинам и военачальникам, которые предадут Эвмена. К Пердикке присоединились 3500 пеших воинов и 500 всадников. Эвмен поручил Фениксу преследование дезертиров. Военачальник совершил усиленный ночной марш и напал на спящий лагерь, тем самым одержав безоговорочную победу. Впоследствии Эвмен казнил зачинщиков мятежа, в том числе и Пердикку, который попал в плен к Фениксу. Обычные воины получили прощение и были распределены среди других отрядов.
После гибели Эвмена в 316 году до н. э. Феникс перешёл на сторону Антигона, который в 314 году до н. э. назначил его наместником Геллеспонтской Фригии. По мнению историка Бенгтсона, Диодор Сицилийский при описании событий совершил ошибку — Феникс был назначен стратегом Лидии, а Фригию получил в управление Доким. Античный историк также назвал Феникса одним из самых верных друзей военачальника и племянника Антигона Полемея. Когда Полемей в 310 году до н. э. восстал против своего дяди, Феникс стал его союзником. Против Феникса был отправлен с войсками сын Антигона Филипп. Восстание Полемея было подавлено в 309 году до н. э., а Феникс, по мнению В. Хеккеля, получил прощение и вновь поступил на службу к Антигону. Диодор Сицилийский упоминает Феникса при описании событий 302 года до н. э. На тот момент Феникс был стратегом Антигона, который без боя сдал Сарды войскам Лисимаха под командованием Препелая.
В историографии существуют разночтения относительно идентичности Феникса-военачальника Эвмена, друга Птолемея и стратега Антигона. В. Хофман считал, что Феникс-военачальник Эвмена и друг Птолемея, который позднее стал комендантом Сард, были разными персонажами. Также он предполагает, что второй Феникс мог быть одним человеком с гиппархом 278/277 года до н. э. из Кизика. Р. Биллоуз считал, что Антигон не мог дать однажды предавшему его военачальнику столь важную должность, как управление Сардами. Соответственно, по мнению историка, Феникс-комендант Сард был лишь тёзкой Феникса-военачальника Эвмена и друга Птолемея. Э. Банбари и В. Хеккель считали, что вышеупомянутые Фениксы были одним историческим персонажем.